# Elfenbenskusten i olympiska sommarspelen 1988
Elfenbenskusten deltog i de olympiska sommarspelen 1988 med en trupp, men ingen av landets deltagare erövrade någon medalj.

## Friidrott
Herrarnas 4 x 400 meter stafett
- Akissi Kpidi, Zongo Kuya, Lancine Fofana och Gabriel Tiacoh
  - Heat — 3:07,40
- Akissi Kpidi, René Djedjemel, Kouadio Djetnan och Gabriel Tiacoh
  - Semi Final — 3:07,15 (→ gick inte vidare)